# شهرستان پاور (آیداهو)
شهرستان پاور، آیداهو (به انگلیسی: Power County, Idaho) یک سکونتگاه مسکونی در ایالات متحده آمریکا است که در آیداهو واقع شده‌است.

## خصوصیات
شهرستان پاور ۳٬۷۳۷٫۳۷ کیلومترمربع مساحت دارد.